# Imilchil
Imilchil eller Imilshil ( berbisk: Imilcil, ⵉⵎⵉⵍⵛⵉⵍ , arabisk: إملشيل) er en lille by i regionen Meknès-Tafilalet i det centrale Marokko i Atlasbjergene med en befolkning på ca. 1.858 indbyggere.
Det ligger i en højde af 2.119 m i dalen Asif Mellulen ("den hvide flod"). Området Imilchil er hjemsted for Ayt Hdiddu-stammen, der er en berberstamme tilhører Ait Yafelman- konføderationen, og indbyggerne taler Central Atlas Tamazight. I nærheden af byen ligger hulerne i Axyam (Akhyam), Aguni-vandfaldene, Ziz-kløfterne og dalen og områdets igherman- slotte ( ksars ).

## Bryllupsfestival
Byen Imilchil er i forbindelse med Berberkultur,en kendt for sin festival, officielt kendt som Betrothal-festivalen - Souk Aam eller Agdoud N'Oulmghenni . Sagnet fortæller, at to unge fra forskellige stammer blev forelsket, men blev forbudt at se hinanden af deres familier. Sorgen fik dem til at græde sig ihjel og skabte de omkringliggende søer Isli (hans) og Tislit (hendes) nær Imilchil. Familierne besluttede at etablere en dag på årsdagen for de elskendes død - hvor medlemmer af lokale stammer kunne gifte sig med hinanden. Således blev Imilchil ægteskabsfestival født.